# Fin du haut Moyen Âge
Alors qu'un certain nombre d'éléments historiques convergent pour précipiter la fin de l'Antiquité tardive avec les migrations de peuples du Ve siècle, la fin du haut Moyen Âge, période historiographique charnière dans l'étude de l'Occident européen, est sujette à des débats d'interprétation.
Cet article recense à la fois :
1. les thématiques,
2. les dates significatives qui peuvent être recensées
3. ainsi que la raison de leur importance :

- Civilisations / 711 : 
Expansion de la civilisation islamique en Hispanie[1]. Voir à ce sujet la thèse de l'historien Henri Pirenne : "Mahomet et Charlemagne"[2], dans laquelle il développe ses deux idées principales : 
  - continuation de la civilisation méditerranéenne après les invasions germaniques; les peuples dits "barbares" se romanisent tant que la Méditerranée a pu jouer son rôle d'unité politico-économique et culturelle.
  - La conquête musulmane en Occident et en Orient rompt l'unité et rejette le pouvoir politique vers le nord en Europe occidentale[3] ;

- Linguistique / fin du VIIIe siècle :
 sur les écrits des prêtres, le latin vulgaire se mue progressivement en langues régionales, telles le catalan ;

- Renaissance carolingienne / 780 - 825 :
 Charlemagne, couronné empereur d'Occident en 800, rétablit sous son règne l'unité d'une grande partie de l'Europe ;

- Fin de l'empire carolingien / 843 :
 le traité de Verdun met fin à l'unité de l'Empire [4];

- Société médiévale / 877 : 
la signature du Capitulaire de Quierzy instaure la transmission héréditaire des honneurs. Le royaume s'engage peu à peu dans la féodalité ;

- Dynasties / 888-987 : 
  - Carolingiens : Mort en 888 de Charles III le Gros, dernier empereur carolingien.
  - Renaissance ottonienne : Le couronnement de 962 instaure le Saint-Empire romain germanique ; vingt ans plus tard règnent les Capétiens sur ce qui va devenir le Royaume de France, la période de troubles héritée des Grandes invasions semble donc stabilisée.
  - Cette fin du Xe siècle marque véritablement la charnière entre les temps anciens et les temps nouveaux. Non pas à cause du changement de millénaire, mais parce que l'avènement presque concomitant en Occident du Saint-Empire romain germanique et de la dynastie capétienne - qui vont durer chacun huit siècles - est un évènement majeur, qui annoncent la fin d'une époque et le début d'une nouvelle. Ils annoncent l'avenir. Il n'y a pas grande différence entre le VIIe siècle et le IXe siècle, alors qu'il y en a une énorme entre le Xe et le XIIe.
  - Renaissance macédonienne : cette période byzantine coïncide avec les deux précédentes, et constitue par conséquent une charnière entre le haut Moyen Âge et le basculement vers une Histoire médiévale concernant l'Empire byzantin.

- Religion / 1054 : 
 séparation des Églises d'Orient et d'Occident ; cette découpe d'un point de vue religieux permet de lister les conciles durant l'Antiquité tardive/Haut Moyen Âge ;